# Växär
Växär är en ö i Finland. Den ligger i Finska viken och i kommunen Raseborg i den ekonomiska regionen  Raseborg i landskapet Nyland, i den södra delen av landet. Ön ligger omkring 74 kilometer väster om Helsingfors.
Öns area är 1,95 kvadratkilometer och dess största längd är 2,5 kilometer i öst-västlig riktning.